# Трейсер, Сергей
 «Сергей Трейсер» (род. 22 апреля 1992; Житомир, Украина) — украинский видеоблогер, руфер, зацепер.

## Биография
Сергей родился 22 апреля 1992 в украинском городе Житомир. Потом переехал жить в Харьков.
Ещё до ютуб-карьеры он сам признавался, что занимался уличными видами спорта. Впервые увлёкся адреналином в 2009 году. Об этом рассказывал в видео «Чуть не погиб, уезжаю далеко». Доминирующим был паркур, но вместе с друзьями-единомышленниками парень в 2012 году начал лазить по крышам дворовых домов. Сергей понял, что в родном городе он побывал фактически на всех красивых вышках и крышах многоэтажных домов, и ему стало скучно.
Решил открыть основной канал 5 июня 2013 года . Сюда он выкладывал первое видео, на котором он совершает прыжок со скалы высотой примерно 250 метров. Роупджампинг является ещё одним увлечением видеоблогера, которое, как рассказал сам Сергей, однажды чуть не привело к смерти. Причиной тому стала неправильная планировка конструкции, из-за чего так называемый «маятник» унёс экстремала в скалу. Результат — разрыв связок правой ноги. Сергей утверждает, что эта травма до сих пор его беспокоит. Но судя по тому, что он показывает в своих видеороликах , последствия не причинили серьёзный урон.
На данный момент у него есть жена Ольга и дети.
После вторжения России на Украину вступил в ряды ВСУ, где служит до сих пор. 